# Robert Allan Ackerman
Robert Allan Ackerman (* 30. Juni 1944 in Brooklyn, New York; † 10. Januar 2022 in Los Angeles, Kalifornien) war ein US-amerikanischer Regisseur und Produzent in Film, Fernsehen und Theater. In seiner Karriere inszenierte er verschiedene Kino- und TV-Filme, darunter das Filmdrama Safe Passage.

## Leben und Werk
Robert Allan Ackerman, geboren 1944 in Brooklyn, begann als Regisseur in den 1970er Jahren seine Laufbahn beim Theater, so spielte unter anderem Concetta D’Agnese die Charlotte in Royall Tylers Werk The Contrast, das 1972 von Anthony J. Stimac als Musical im Eastside Playhouse inszeniert wurde und 1974, unter der Regie von Robert Allan Ackerman, in Eugène Ionescos Ionescopade am Theater Four aufgeführt wurde.
Beim Fernsehen gab er sein Debüt als Regisseur 1992 für die Serie American Playhouse. In den darauffolgenden Jahren war er als Regisseur und Produzent für über ein Dutzend Film- und Fernsehproduktion tätig. In der Unterhaltungsindustrie wurde Ackerman als Regisseur am besten für seine zahlreichen TV-Filmarbeiten bekannt, für die er zwischen den Jahren 2001 und 2004 dreimal für den Emmy nominiert wurde, darunter die für die ABC produzierte Fernsehminiserie Life with Judy Garland: Me and My Shadows mit Judy Davis oder die Fernsehverfilmung Mrs. Stone und ihr römischer Frühling, prominent besetzt mit Helen Mirren, Olivier Martinez und Anne Bancroft.
Darüber hinaus inszenierte Robert Allan Ackerman auch zwei Kinofilme. 1994 entstand für die Leinwand die Literaturverfilmung Safe Passage mit Susan Sarandon, Nick Stahl und Sam Shepard in den Hauptrollen. 2008 drehte er mit den Film The Ramen Girl mit Brittany Murphy, Toshiyuki Nishida und Tammy Blanchard seine letzte Arbeit.
Ackerman verstarb am 10. Januar 2022 im Alter von 77 Jahren in Los Angeles, Kalifornien.
Sein Sohn Nicholas Ackerman spielte als Bassist für die New Yorker Rock Band The Virgins. Nicholas starb bereits im Jahr 2017.

## Filmografie (Auswahl)
als Regisseur

### Kino
- 1994: Safe Passage
- 2008: The Ramen Girl

### Fernsehen
- 1992: American Playhouse (Fernsehserie, 1 Episode)
- 1994: Zu viel Liebe – Davids Mutter (David's Mother) (Fernsehfilm)
- 1996: Der Traum vom Glück (Radiant City) (Fernsehfilm)
- 1996: Frage nicht nach morgen (Suddenly) (Fernsehfilm)
- 1997: Night Sins – Der Mörder ist unter uns (Night Sins) (Fernsehfilm)
- 1998: Du wirst um Gnade betteln (Outrage) (Fernsehfilm)
- 1998: Ein ganz normaler Heiliger (Nothing Sacred) (Fernsehserie, 2 Episoden)
- 1999: Double Platinum – Doppel Platin! (Double Platinum) (Fernsehfilm)
- 1999: The Reef (Fernsehfilm)
- 1999: Forget Me Never (Fernsehfilm)
- 2000: Baby – Glück auf Zeit (Baby) (Fernsehfilm)
- 2001: Life with Judy Garland: Me and My Shadows (Fernsehminiserie, 2 Episoden)
- 2003: Mrs. Stone und ihr römischer Frühling (The Roman Spring of Mrs. Stone) (Fernsehfilm)
- 2003: The Reagans (Fernsehfilm)
- 2006: Filthy Gorgeous (Fernsehfilm)

als Produzent
- 1996: Frage nicht nach morgen (Suddenly) (Fernsehfilm)
- 1999: The Reef (Fernsehfilm)
- 2001: Life with Judy Garland: Me and My Shadows (Fernsehminiserie, 2 Episoden)
- 2003: Mein Haus in Umbrien (My House in Umbria) (Fernsehfilm)
- 2003: The Reagans (Fernsehfilm)
- 2008: The Ramen Girl
- 2020: Folklore: The Long Pond Studio Sessions (Dokumentarfilm)